# Eric Kress
Eric Kress (født 25. marts 1962) er en dansk filmfotograf.

## Filmografi
- Jeg er William (2017)
- Bedrag I (2016)
- Fasandræberne (2014)
- Heartless 1 (2014)
- Kvinden i buret (2013)
- Monica Z (2013)
- Fortidens skygge (2012)
- Nobels testamente (2012)
- En plads i solen (2012)
- Smukke mennesker (2010)
- Borgen 1 (2010)
- Den som dræber (2010)
- Mænd der hader kvinder (2009)
- Superbror (2009)
- Julefrokosten (2009)
- Manden med de gyldne ører (2009)
- Blå mænd (2008)
- Arn: riget ved vejens ende (2008)
- Daisy Diamond (2007)
- Forbrydelsen (2007)
- Arn: Tempelridderen (2007)
- Der var engang en dreng - som fik en lillesøster med vinger (2006)
- Wallander - det næste skridt (2005)
- Bang Bang Orangutang (2005)
- Veninder (2005)
- Ørnen (2004)
- Fakiren fra Bilbao (2004)
- Skagerrak (2003)
- Rembrandt (2003)
- Den 5. kvinde (2002)
- Nikolaj og Julie (2002)
- It's all about love (2002)
- Se mig nu (2001)
- En kort en lang (2001)
- D-Dag (2001)
- Grev Axel (2001)
- Her i nærheden (2000)
- Blinkende lygter (2000)
- Mirakel (2000)
- Dancer in the Dark (2000)
- Max (2000)
- Afsporet (1999)
- Albert (1998)
- Im Laboratorium des Doktor von Trier: Zurück zur Magie des Kinos (1998)
- Kys, kærlighed og kroner (1998)
- Så smukt! (1998)
- Spor i mørket (1997)
- En stille død (1997)
- Ørnens øje (1997)
- Riget II (1997)
- Davids bog (1997)
- Fridas første gang (1996)
- Belma (1996)
- Breaking the Waves (1996)
- Pigen med de grønne øjne (1995)
- De skrå brædder (1995)
- Farligt venskab (1995)
- Elskede dyr (1995)
- Menneskedyret (1995)
- Det personlige arbejde (1994)
- Riget (1994)
- Farvel farvel (1994)
- - kalder Katrine! (1994)
- Superhoney (1994)
- Hallo Moskva (1993)
- Eksamen (1993)
- Guldalder (1993)
- Frank og hans piger (1991)
- Requiem (1991)
- Englen og løven (1990)
- Perfect World (1990)
- Bananen - skræl den før din nabo! (1990)
- Canton, en eftermiddag (1989)
- Tornio voyageurs (1989)
- Tekno Love (1989)
- Begravelsen (1988)
- Danish symphony (1988)
- Linien gennem landet (1987)
- Next stop Nevada 1 (1987)
- The human race (1987)
- Mellem grænser (1986)
- Walter og Carlo - op på fars hat (1985)
- Robotten er blød (1985)
- Tonny Toupé show (1985)
- Roland Tempel (1984)